# 福島県立磐城桜が丘高等学校
福島県立磐城桜が丘高等学校（ふくしまけんりつ いわきさくらがおかこうとうがっこう）は、福島県いわき市平に所在する県立高等学校。

## 概要
旧校名福島県立磐城女子高等学校の通称は「磐女（ばんじょ）」であった。
新しい校名は敷地内にある図書館兼同窓会館の「桜丘会館」に由来する。この建物は2013年に有形文化財に登録された。
かつては磐城高等学校とならび、東京大学に進学したいなら男子は磐城高等学校、女子は磐城女子高校と言われ、県内トップクラスの進学校であった。2001年の共学化により、旧男子校の磐城高等学校がいわき市内のトップ高となったが、共学化以前は、いわき市近辺の女子においては偏差値65をこえるトップレベルの進学高であった。

## 設置学科
- 全日制課程　
  - 普通科

## 沿革
- 1904年 - 私立磐城女学校設立。
- 1912年 - 私立磐城女学校廃校。福島県立磐城高等女学校開校。
- 1948年 - 学制改革により、福島県立磐城女子高等学校となる。
- 2001年4月 - 福島県立磐城女子高等学校より福島県立磐城桜が丘高等学校へ名称変更。同時に男女共学高校となる。
- 2009年 - Ⅰ期選抜入学者枠を全体の30％に拡大した。
- 2013年 - 「桜丘会館」が有形文化財に登録された

## 部活動
- 局

放送局、新聞局、購買局
- 体育系

バスケットボール、女子バレーボール、ソフトテニス、テニス、陸上競技、ソフトボール、サッカー、野球、水泳、卓球、バドミントン、剣道、弓道、応援団チアリーディング
- 文化系

文芸、写真、化学、美術、演劇、合唱、食物、華道、茶道、吹奏楽、箏曲、書道
- 同好会

ダンス同好会

## 交通
- JR常磐線・磐越東線いわき駅下車徒歩約17分

## 著名な出身者
- 秋吉久美子 - 女優
- 小松みゆき - 女優
- 神田香織 - 講談師
- 池田千恵 - 「朝活」第一人者
- 小林浩美 - 元プロゴルファー
- 松村栄子 - 作家
- 森雅子 - 自民党参議院議員、法務大臣、弁護士
- 那須真知子 - 脚本家
- 高木佳子 - 歌人
- 瀬谷佳子 - IBC岩手放送報道部記者、元アナウンサー
- 寺田早輪子 - 仙台放送アナウンサー
- 新妻実保子 - ロボット研究者
- 大迫ナツ子 - （旧姓渡辺）陶工 十四代沈壽官夫人
- 岩上妙子 - 自民党参議院議員、旧制磐城高等女学校卒